# Challenger de Santiago (2004-2010)
La Copa Petrobras Santiago también conocida como el Challenger de Santiago era un torneo de tenis de la categoría ATP Challenger Series que se disputó en la ciudad de Santiago, Chile desde 2004 hasta 2010. Se jugaba en superficie de arcilla. 
No confundir con el Challenger de Santiago, conocido como Cachantún Cup y que aún se sigue disputando.

## Finales

### Individuales
| Year        | Campeón         | Finalista             | Resultado    |
| ----------- | --------------- | --------------------- | ------------ |
| 2004        | Óscar Hernández | Nicolás Lapentti      | 7-6(4), 6-4  |
| 2005        | Julio Silva     | Rubén Ramírez Hidalgo | 6-2, 6-3     |
| 2006 - 2008 | No Realizado    | No Realizado          | No Realizado |
| 2009        | Eduardo Schwank | Nicolás Massú         | 6-2, 6-2     |
| 2010        | Fabio Fognini   | Paul Capdeville       | 6-2, 7-6(2)  |
| 2011        | No Realizado    | No Realizado          | No Realizado |

### Dobles
| Year        | Campeón                                       | Finalista                          | Resultado    |
| ----------- | --------------------------------------------- | ---------------------------------- | ------------ |
| 2004        | Enzo Artoni Ignacio González King             | Brian Dabul Damian Patriarca       | 6-3, 6-0     |
| 2005        | Daniel Koellerer Oliver Marach                | Lucas Arnold Ker Giovanni Lapentti | 6-4, 6-3     |
| 2006 - 2008 | No Realizado                                  | No Realizado                       | No Realizado |
| 2009        | Eduardo Schwank Diego Cristi                  | Juan Pablo Brzezicki David Marrero | 6-4, 7-5     |
| 2010        | Daniel Muñoz-De La Nava Rubén Ramírez Hidalgo | Nikola Ćirić Goran Tošić           | 6-4, 6-2     |
| 2011        | No Realizado                                  | No Realizado                       | No Realizado |

- Datos: Q1767359